# Macaíba (kommun)
Macaíba är en kommun i Brasilien.   Den ligger i delstaten Rio Grande do Norte, i den östra delen av landet, 1 800 km nordost om huvudstaden Brasília. Antalet invånare är 69 538.
Följande samhällen finns i Macaíba:
- Macaíba

Omgivningarna runt Macaíba är huvudsakligen savann. Runt Macaíba är det ganska tätbefolkat, med 120 invånare per kvadratkilometer.